# Gustaf Peterson (friidrottare)
Gustaf Peterson (även Petersson och Pettersson), född 20 februari (möjligen 27 april) 1893, död (uppgift saknas), var en svensk friidrottare med medel- och långdistanslöpning som huvudgren. Under sin aktiva tid satte Peterson både svenskt rekord och 1 världsrekord.

## Meriter
Gustaf Peterson tävlade för Idrottsklubben Göta (IK Göta) i Stockholm, han tävlade främst i stafettlöpning, men även i medeldistanslöpning (800 meter och 1 mile) och långdistanslöpning (5 000 meter).
1919 satte Peterson svenskt rekord i stafettlöpning 4 x 1500 meter (med Rudolf Falk, Josef Lindbom och Sven Lundgren som övriga löpare) med tiden 16 min, 40,2 sek vid tävlingar på Stockholms stadion den 12 augusti.
Segertiden var också det första officiella Världsrekord i grenen.